# Stružinec
Stružinec település Csehországban, Semilyi járásban. Stružinec Veselá, Tatobity, Slaná, Košťálov és Lomnice nad Popelkou településekkel határos. Lakosainak száma 687 fő (2024. január 1.).

## Népesség
A település lakosságának változását az alábbi diagram mutatja:
| Lakosok száma | 1407 | 1382 | 1249 | 1001 | 836  | 692  | 721  | 709  | 700  | 687  |
|               | 1869 | 1890 | 1921 | 1950 | 1980 | 2001 | 2017 | 2019 | 2022 | 2024 |